# Marte Leinan Lund
Marte Leinan Lund (1 april 2001) is een Noorse noordse combinatieskiester. Haar oudere zus Mari Leinan Lund is eveneens actief als noordse combinatieskiester.

## Carrière
Lund eindigde, in december 2020 in Ramsau, als vierde in de eerste wereldbekerwedstrijd noordse combinatie voor vrouwen. Op de wereldkampioenschappen noordse combinatie 2021 veroverde ze de bronzen medaille op de gundersen normale schans.

## Resultaten

### Wereldkampioenschappen
| Jaar | Plaats     | Resultaten   |
| ---- | ---------- | ------------ |
| 2021 | Oberstdorf | Gundersen NH |

### Wereldbeker
Eindklasseringen
| Seizoen   | Plaats |
| --------- | ------ |
| 2020/2021 | 4e     |